# Kvinnliga Missionsarbetare

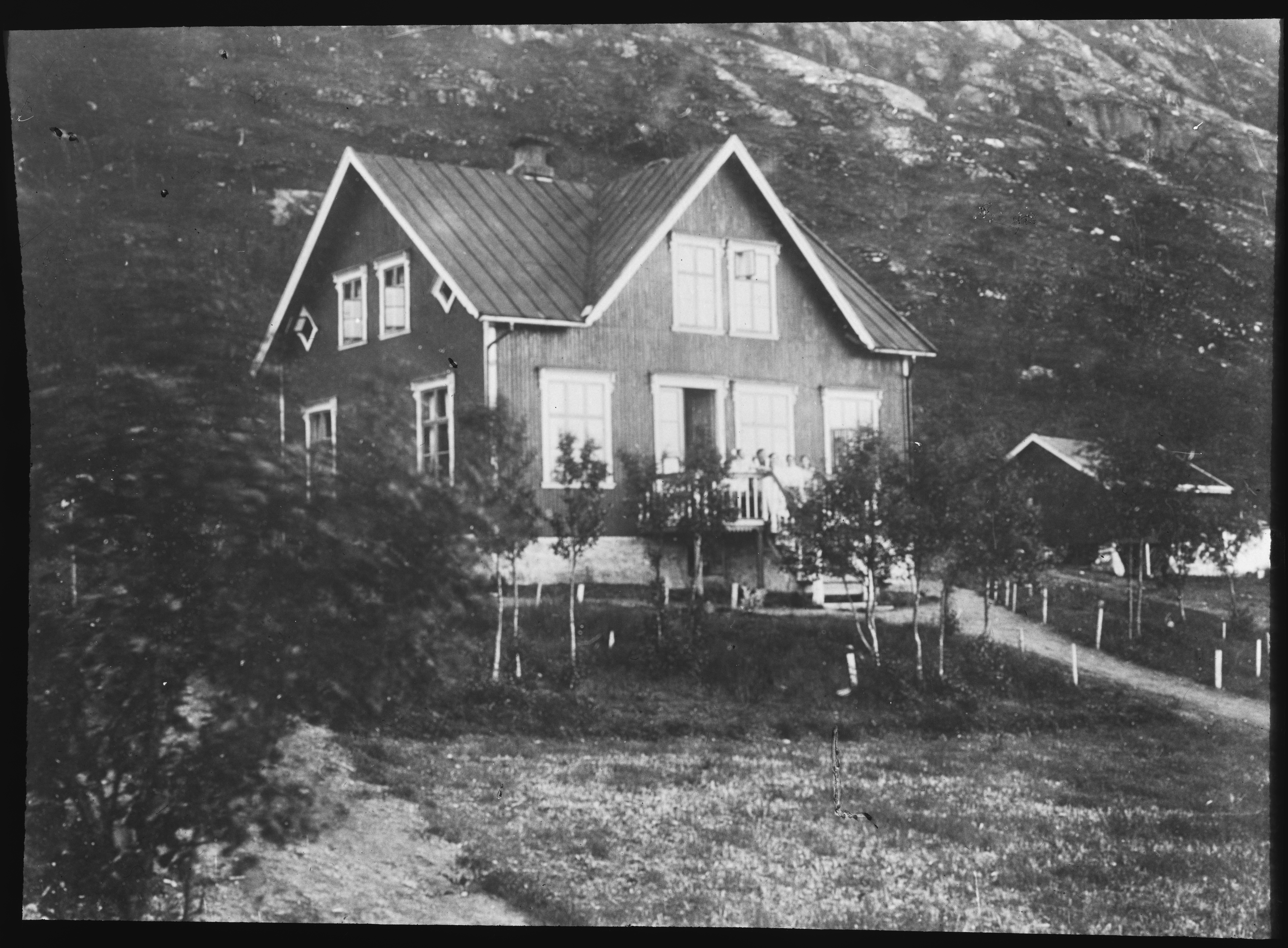
Kvinnliga Missionsarbetares hus i Tysfjord, 1910-talet. Foto: Bodil Biørn

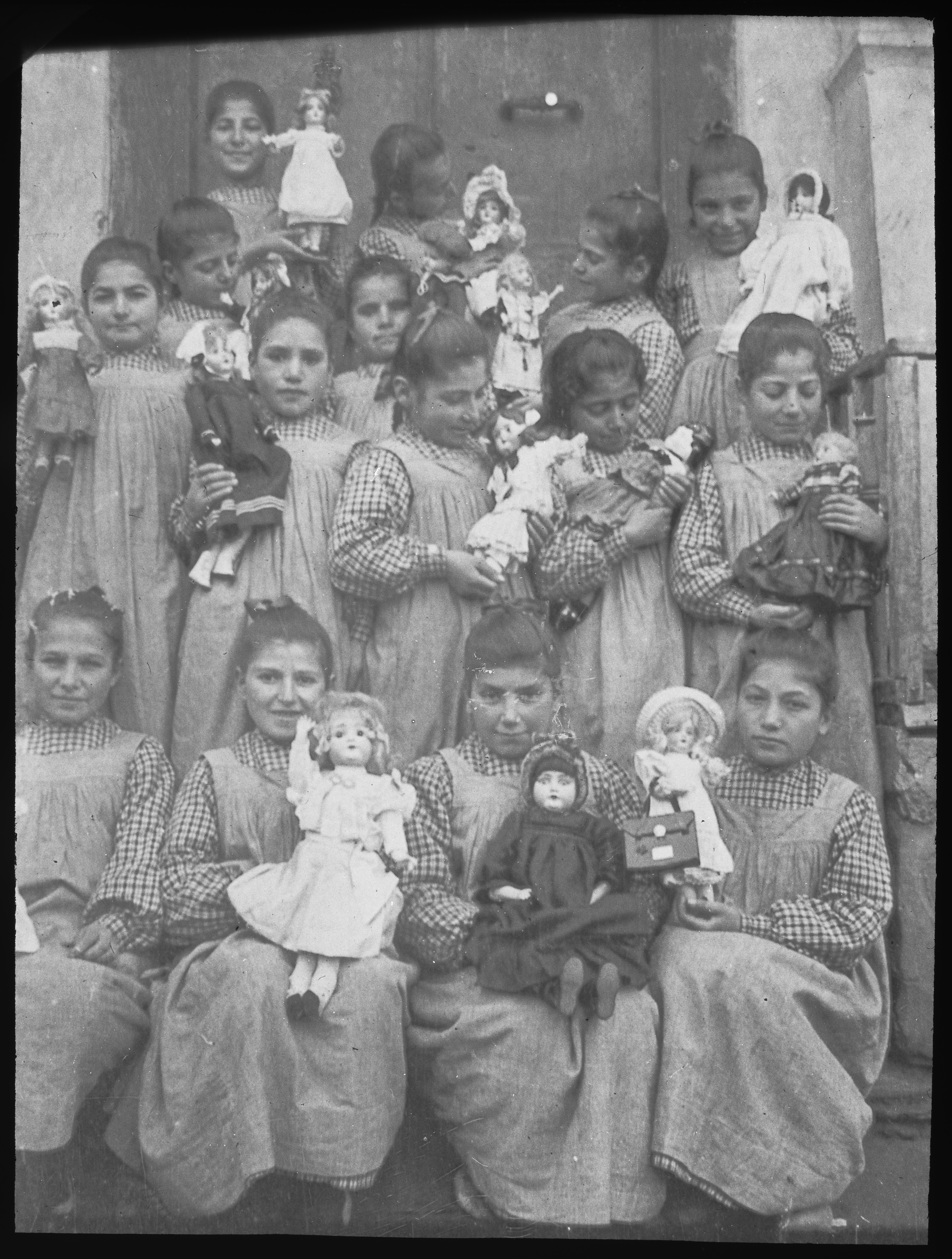
Armeniska barn i barnhem i Muş. Foto: Bodil Biørn)), mellan 1907 och 1916

Kvinnliga Missionsarbetare (KMA), var en ekumenisk missionsorganisation som grundades av Fredda Hammar och Anna Roos i Stockholm 1894.
Avdelningar bildades i Danmark 1899, i Finland under namnet KFUK:s missionsarbetare, och i Norge 1901.
Kända utsända missionsarbetare var bland andra svenskan Alma Johansson och norskan Bodil Biørn, båda arbetade med armenier i bland annat Mush i Osmanska riket under 1910-talet. Ellen Söderberg (född 1893) arbetade i Tunis 1940–1945. Organisationen har också arbetat i Tanzania, Bhutan, Kina, Cooch Behar Bengalen i Indien och Mongoliet.
Föreningen ägnade sig också åt missionsarbete bland samerna i Jämtland, inte minst genom Fredda Hammar.  Kvinnliga Missionsarbetare uppförde 1908 ålderdomshemmet för jämtlandssamer Fjällgård i Undersåker, ritat av Folke Hoving i fornnordisk stil.
Kvinnliga Missionsarbetare gav ut tidskriften När & Fjärran 1904–2003. 
Organisationen lades ned 2004.